# Liste der Nummer-eins-Hits in Neuseeland (1987)
Dies ist eine Liste der Nummer-eins-Hits in Neuseeland im Jahr 1987. Sie basiert auf den offiziellen Single und Albums Top 40, die im Auftrag von Recorded Music NZ, dem neuseeländischen Vertreter der IFPI, ermittelt werden. Es gab in diesem Jahr 16 Nummer-eins-Singles und 12 Nummer-eins-Alben.

## Singles
| ← 1986 ← | Liste der Nummer-eins-Hits in Neuseeland | Liste der Nummer-eins-Hits in Neuseeland | Liste der Nummer-eins-Hits in Neuseeland   | 1988 →                    |
| \| Zeitraum \| Wo. ges. \| Interpret \| Titel Autor(en) \| Zusätzliche Informationen \| \| (Zeitraum, Wochen auf Platz eins, Interpret, Titel, Autor[en], zusätzliche Informationen) \| \| \| \| \| \| ----------------------------------------------------------------------------------------- \| -------- \| ----------------------- \| ------------------------------------------ \| ------------------------- \| \| 30. November 1986 – 17. Januar 1987 7 Wochen \| 7 \| Run DMC feat. Aerosmith \| Walk This Way \| – \| \| 18. Januar 1987 – 31. Januar 1987 2 Wochen \| 2 \| Gwen Guthrie \| Ain't Nothin' Goin' On but the Rent \| – \| \| 1. Februar 1987 – 28. Februar 1987 4 Wochen \| 4 \| Jimmy Barnes feat. INXS \| Good Times \| – \| \| 1. März 1987 – 7. März 1987 1 Woche \| 1 \| Cameo \| Word Up! \| – \| \| 8. März 1987 – 18. April 1987 6 Wochen \| 6 \| Pseudo Echo \| Funkytown \| – \| \| 19. April 1987 – 2. Mai 1987 2 Wochen \| 2 \| Crowded House \| Don’t Dream It’s Over \| – \| \| 3. Mai 1987 – 13. Juni 1987 6 Wochen \| 6 \| Club Nouveau \| Lean on Me \| – \| \| 14. Juni 1987 – 20. Juni 1987 1 Woche \| 1 \| Bon Jovi \| Livin’ on a Prayer \| – \| \| 21. Juni 1987 – 27. Juni 1987 1 Woche \| 1 \| Iggy Pop \| Real Wild Child (Wild One) \| – \| \| 28. Juni 1987 – 25. Juli 1987 4 Wochen \| 4 \| Whitney Houston \| I Wanna Dance with Somebody (Who Loves Me) \| – \| \| 26. Juli 1987 – 29. August 1987 5 Wochen \| 5 \| Mel & Kim \| Respectable \| – \| \| 30. August 1987 – 17. Oktober 1987 7 Wochen \| 7 \| Los Lobos \| La Bamba \| – \| \| 18. Oktober 1987 – 24. Oktober 1987 1 Woche \| 1 \| Tex Pistol \| Game of Love \| – \| \| 25. Oktober 1987 – 7. November 1987 2 Wochen (insgesamt 4) \| 4 \| Midnight Oil \| Beds Are Burning \| – \| \| 8. November 1987 – 21. November 1987 2 Wochen \| 2 \| U2 \| Where the Streets Have No Name \| – \| \| 22. November 1987 – 5. Dezember 1987 2 Wochen (insgesamt 4) \| 4 \| Midnight Oil \| Beds Are Burning \| – \| \| 6. Dezember 1987 – 23. Januar 1988 7 Wochen \| 7 \| George Michael \| Faith \| – \| |                                          |                                          |                                            |                           |
| ← 1986 |                                          |                                          |                                            | → 1988 →                  |
| Zeitraum | Wo. ges.                                 | Interpret                                | Titel Autor(en)                            | Zusätzliche Informationen |
| (Zeitraum, Wochen auf Platz eins, Interpret, Titel, Autor[en], zusätzliche Informationen) |                                          |                                          |                                            |                           |
| 30. November 1986 – 17. Januar 1987 7 Wochen | 7                                        | Run DMC feat. Aerosmith                  | Walk This Way                              | –                         |
| 18. Januar 1987 – 31. Januar 1987 2 Wochen | 2                                        | Gwen Guthrie                             | Ain't Nothin' Goin' On but the Rent        | –                         |
| 1. Februar 1987 – 28. Februar 1987 4 Wochen | 4                                        | Jimmy Barnes feat. INXS                  | Good Times                                 | –                         |
| 1. März 1987 – 7. März 1987 1 Woche | 1                                        | Cameo                                    | Word Up!                                   | –                         |
| 8. März 1987 – 18. April 1987 6 Wochen | 6                                        | Pseudo Echo                              | Funkytown                                  | –                         |
| 19. April 1987 – 2. Mai 1987 2 Wochen | 2                                        | Crowded House                            | Don’t Dream It’s Over                      | –                         |
| 3. Mai 1987 – 13. Juni 1987 6 Wochen | 6                                        | Club Nouveau                             | Lean on Me                                 | –                         |
| 14. Juni 1987 – 20. Juni 1987 1 Woche | 1                                        | Bon Jovi                                 | Livin’ on a Prayer                         | –                         |
| 21. Juni 1987 – 27. Juni 1987 1 Woche | 1                                        | Iggy Pop                                 | Real Wild Child (Wild One)                 | –                         |
| 28. Juni 1987 – 25. Juli 1987 4 Wochen | 4                                        | Whitney Houston                          | I Wanna Dance with Somebody (Who Loves Me) | –                         |
| 26. Juli 1987 – 29. August 1987 5 Wochen | 5                                        | Mel & Kim                                | Respectable                                | –                         |
| 30. August 1987 – 17. Oktober 1987 7 Wochen | 7                                        | Los Lobos                                | La Bamba                                   | –                         |
| 18. Oktober 1987 – 24. Oktober 1987 1 Woche | 1                                        | Tex Pistol                               | Game of Love                               | –                         |
| 25. Oktober 1987 – 7. November 1987 2 Wochen (insgesamt 4) | 4                                        | Midnight Oil                             | Beds Are Burning                           | –                         |
| 8. November 1987 – 21. November 1987 2 Wochen | 2                                        | U2                                       | Where the Streets Have No Name             | –                         |
| 22. November 1987 – 5. Dezember 1987 2 Wochen (insgesamt 4) | 4                                        | Midnight Oil                             | Beds Are Burning                           | –                         |
| 6. Dezember 1987 – 23. Januar 1988 7 Wochen | 7                                        | George Michael                           | Faith                                      | –                         |

## Alben
| ← 1986 ← | Liste der Nummer-eins-Hits in Neuseeland | Liste der Nummer-eins-Hits in Neuseeland | Liste der Nummer-eins-Hits in Neuseeland | 1988 →                    |
| \| Zeitraum \| Wo. ges. \| Interpret \| Titel \| Zusätzliche Informationen \| \| (Zeitraum, Wochen auf Platz eins, Interpret, Titel, zusätzliche Informationen) \| \| \| \| \| \| ------------------------------------------------------------------------------ \| -------- \| --------------- \| ----------------------------------- \| ------------------------- \| \| 21. Dezember 1986 – 17. Januar 1987 4 Wochen \| 4 \| The Police \| Every Breath You Take – The Singles \| – \| \| 18. Januar 1987 – 28. März 1987 10 Wochen \| 10 \| Eurythmics \| Revenge \| – \| \| 29. März 1987 – 4. April 1987 1 Woche (insgesamt 8) \| 8 \| U2 \| The Joshua Tree \| – \| \| 5. April 1987 – 2. Mai 1987 4 Wochen \| 4 \| Pseudo Echo \| Funky Town \| – \| \| 3. Mai 1987 – 16. Mai 1987 2 Wochen (insgesamt 8) \| 8 \| U2 \| The Joshua Tree \| – \| \| 17. Mai 1987 – 30. Mai 1987 2 Wochen \| 2 \| Alison Moyet \| Raindancing \| – \| \| 31. Mai 1987 – 4. Juli 1987 5 Wochen (insgesamt 8) \| 8 \| Bon Jovi \| Slippery When Wet \| – \| \| 5. Juli 1987 – 18. Juli 1987 2 Wochen \| 2 \| Whitney Houston \| Whitney \| – \| \| 19. Juli 1987 – 1. August 1987 2 Wochen (insgesamt 8) \| 8 \| Bon Jovi \| Slippery When Wet \| – \| \| 2. August 1987 – 15. August 1987 2 Wochen \| 2 \| Suzanne Vega \| Solitude Standing \| – \| \| 16. August 1987 – 19. September 1987 5 Wochen (insgesamt 8) \| 8 \| U2 \| The Joshua Tree \| – \| \| 20. September 1987 – 26. September 1987 1 Woche (insgesamt 8) \| 8 \| Bon Jovi \| Slippery When Wet \| – \| \| 27. September 1987 – 10. Oktober 1987 2 Wochen \| 2 \| Michael Jackson \| Bad \| – \| \| 11. Oktober 1987 – 17. Oktober 1987 1 Woche \| 1 \| Chris Rea \| Dancing with Strangers \| – \| \| 18. Oktober 1987 – 21. November 1987 5 Wochen (insgesamt 11) \| 11 \| Midnight Oil \| Diesel and Dust \| – \| \| 22. November 1987 – 5. Dezember 1987 2 Wochen (insgesamt 6) \| 6 \| Pink Floyd \| A Momentary Lapse of Reason \| – \| \| 6. Dezember 1987 – 12. Dezember 1987 1 Woche (insgesamt 11) \| 11 \| Midnight Oil \| Diesel and Dust \| – \| \| 13. Dezember 1987 – 19. Dezember 1987 1 Woche (insgesamt 6) \| 6 \| Pink Floyd \| A Momentary Lapse of Reason \| – \| \| 20. Dezember 1987 – 23. Januar 1988 5 Wochen (insgesamt 11) \| 11 \| Midnight Oil \| Diesel and Dust \| – \| |                                          |                                          |                                          |                           |
| ← 1986 |                                          |                                          |                                          | → 1988 →                  |
| Zeitraum | Wo. ges.                                 | Interpret                                | Titel                                    | Zusätzliche Informationen |
| (Zeitraum, Wochen auf Platz eins, Interpret, Titel, zusätzliche Informationen) |                                          |                                          |                                          |                           |
| 21. Dezember 1986 – 17. Januar 1987 4 Wochen | 4                                        | The Police                               | Every Breath You Take – The Singles      | –                         |
| 18. Januar 1987 – 28. März 1987 10 Wochen | 10                                       | Eurythmics                               | Revenge                                  | –                         |
| 29. März 1987 – 4. April 1987 1 Woche (insgesamt 8) | 8                                        | U2                                       | The Joshua Tree                          | –                         |
| 5. April 1987 – 2. Mai 1987 4 Wochen | 4                                        | Pseudo Echo                              | Funky Town                               | –                         |
| 3. Mai 1987 – 16. Mai 1987 2 Wochen (insgesamt 8) | 8                                        | U2                                       | The Joshua Tree                          | –                         |
| 17. Mai 1987 – 30. Mai 1987 2 Wochen | 2                                        | Alison Moyet                             | Raindancing                              | –                         |
| 31. Mai 1987 – 4. Juli 1987 5 Wochen (insgesamt 8) | 8                                        | Bon Jovi                                 | Slippery When Wet                        | –                         |
| 5. Juli 1987 – 18. Juli 1987 2 Wochen | 2                                        | Whitney Houston                          | Whitney                                  | –                         |
| 19. Juli 1987 – 1. August 1987 2 Wochen (insgesamt 8) | 8                                        | Bon Jovi                                 | Slippery When Wet                        | –                         |
| 2. August 1987 – 15. August 1987 2 Wochen | 2                                        | Suzanne Vega                             | Solitude Standing                        | –                         |
| 16. August 1987 – 19. September 1987 5 Wochen (insgesamt 8) | 8                                        | U2                                       | The Joshua Tree                          | –                         |
| 20. September 1987 – 26. September 1987 1 Woche (insgesamt 8) | 8                                        | Bon Jovi                                 | Slippery When Wet                        | –                         |
| 27. September 1987 – 10. Oktober 1987 2 Wochen | 2                                        | Michael Jackson                          | Bad                                      | –                         |
| 11. Oktober 1987 – 17. Oktober 1987 1 Woche | 1                                        | Chris Rea                                | Dancing with Strangers                   | –                         |
| 18. Oktober 1987 – 21. November 1987 5 Wochen (insgesamt 11) | 11                                       | Midnight Oil                             | Diesel and Dust                          | –                         |
| 22. November 1987 – 5. Dezember 1987 2 Wochen (insgesamt 6) | 6                                        | Pink Floyd                               | A Momentary Lapse of Reason              | –                         |
| 6. Dezember 1987 – 12. Dezember 1987 1 Woche (insgesamt 11) | 11                                       | Midnight Oil                             | Diesel and Dust                          | –                         |
| 13. Dezember 1987 – 19. Dezember 1987 1 Woche (insgesamt 6) | 6                                        | Pink Floyd                               | A Momentary Lapse of Reason              | –                         |
| 20. Dezember 1987 – 23. Januar 1988 5 Wochen (insgesamt 11) | 11                                       | Midnight Oil                             | Diesel and Dust                          | –                         |